# Кінай-Мару
Кінай-Мару (Kinai Maru) — судно, яке під час Другої світової війни взяло участь у операціях японських збройних сил у Індонезії та на Новій Гвінеї.

## Передвоєнна історія
Кінай-Мару спорудили в 1930 році на верфі компанії Mitsubishi в Нагасакі на замовлення компанії Osaka Shosen, яка поставила його на лінію між Далеким Сходом та Нью-Йорком.
3 вересня 1941-го судно реквізували для потреб Імперського флоту Японії і до 11 жовтня воно пройшло певну модернізацію для виконання воєнних завдань.

## Операції у Нідерландській Ост-Індії
6 грудня 1941-го судно прибуло з Японії на Палау (західні Каролінські острови), а на початку січня 1942-го вже було в Давао на півдні філіппінського острова Мінданао (японський десант висадився тут 20 грудня). 9 січня Кінай-Мару, яке прийняло на борт бійців 1-го батальйону морської піхоти ВМБ Сасебо, вийшло з Давао у складі транспортного загону, що мав доставити десант на північно-східний півострів острова Целебес. У ніч проти 11 січня відбулась успішна висадка в районі Менадо. Через кілька діб Кінай-Мару залучили до операції з висадки в Кендарі на південно-східному півострові Целебесу, яка так само успішно пройшла в ніч проти 24 січня.
27—29 січня 1942-го Кінай-Мару пройшло з Кендарі до якірної стоянки Бангка (дещо північніше від Менадо), а 2—3 лютого здійснило зворотний рейс та прибуло до затоки Старінг-Бей у районі Кендарі. Тут збиралися сили для наступного десанту в Макассарі на південно-західному півострові Целебесу. 6 лютого транспорти вийшли зі Старінг-Бей, а в ніч проти 9 лютого провели висадку.
З 21 квітня по 13 травня 1942-го Кінай-Мару здійснив рейс з Кендарі через Сурабаю (на сході острова Ява) та Камфа (Північний В'єтнам) та в підсумку прибуло до японського порту Осака.

## Операції на Новій Гвінеї
15—27 травня 1942-го судно здійснило рейс з Осаки до Дайрену (наразі Далянь у Маньчжурії), а 10 червня вийшло з Сасебо (обернене до Східнокитайського моря узбережжя Кюсю), маючи завдання з перевезення персоналу 14-го будівельного загону ВМФ. 18 червня Кінай-Мару прибуло на атол Трук у центральній частині Каролінських островів, де була головна база японського флоту в Океанії. 26 червня Кінай-Мару вийшло для доставки бійців 5-го батальйону морської піхоти ВМБ Сасебо до Лае на сході Нової Гвінеї (у глибині затоки Хуон). 30 червня судно прибуло до пункту призначення, а 1—3 липня пройшло назад на Трук.
Станом на початок серпня 1942-го Кінай-Мару перебувало в Рабаулі — головній передовій базі в архіпелазі Бісмарка, з якої здійснювались операції на Соломонових островах та сході Нової Гвінеї. 6 серпня разом з двома іншими транспортами Кінай-Мару вийшло до району Буна на оберненому до Соломонового моря узбережжі півострова Папуа (тут в останній декаді липня японці висадили десант, розраховуючи пробитись суходолом до Порт-Морсбі на протилежному узбережжі півострова). Загін, який прямував під охороною легкого крейсера «Тацута» і есмінців «Юдзукі» та «Удзукі», мав доставити близько 3 тисяч осіб зі складу 14-го та 15-го будівельних загонів ВМФ, а також різноманітне обладнання та припаси. Втім, 7 серпня під час переходу надійшли повідомлення про висадку союзників на сході Соломонових островів і конвой до Буни відкликали назад. 12 серпня 1942-го Кінай-Мару разом зі ще одним транспортом та тим же ескортом все-таки рушили до Нової Гвінеї. 13—14 числа загін здійснив висадку в Басабуа в районі Буни, а потім повернувся до Рабаула.
24 серпня 1942-го Кінай-Мару та ще один транспорт, які, зокрема, мали на борту військовослужбовців з 5-го батальйону морської піхоти ВМБ Куре, вийшли з Рабаула під прикриттям 2 легких крейсерів та 3 есмінців для прикриття десанту в затоку Мілн-Бей на південно-східному завершенні Нової Гвінеї. Висадка відбулась у ніч 26 серпня, а з настанням світанку розпочались атаки ворожої авіації, що змусило перервати розвантаження. 28 серпня Кінай-Мару повернулось до Рабаулу без пошкоджень (на відміну від кількох інших кораблів). Тим часом у Мілн-Бей японці неочікувано зустрілись на суходолі із сильним спротивом і через кілька діб командування вирішило припинити операцію. Наприкінці 3 вересня Кінай-Мару та ще один транспорт під прикриттям тих же 2 крейсерів та 1 есмінця попрямували до Мілн-Бей, звідки в ніч проти 6 вересня евакуювали залишки десанту.

## Рейси до архіпелагу Бісмарка
17—26 вересня 1942-го Кінай-Мару здійснило перехід з Рабаула до Йокосуки. За наступні два місяці судно відвідало порти Кобе, Сасебо, Дайрен, Осака, Йокогама, а з 26 листопада 1942 по 4 лютого 1943 здійснило рейс до Океанії, під час якого пройшло за маршрутом Токуяма — Трук — Рабаул (тут Кінай-Мару перебувало з 13 грудня по 19 січня) — Палау — Йокосука.
23 лютого — 6 березня 1943-го Кінай-Мару та ще один транспорт здійснили перехід з Куре на Гуам (Маріанські острови), при цьому на початковій ділянці їх супроводжували торпедний човен «Хато» та мінний загороджувач «Нацусіма». 18—21 березня Кінай-Мару пройшло на Трук, 27—30 березня перейшло до Рабаула, а 3—6 травня повернулось звідти на Трук у конвої № 2023.
8 травня 1943-го Кінай-Мару вирушило до Йокосуки у складі конвою № 4508. У перші години 10 травня в районі за чотири сотні кілометрів на схід від острова Сайпан підводний човен USS Plunger торпедував судно, яке втратило хід. Інший транспорт «Тацутаке-Мару» дістав наказ зняти чотири сотні пасажирів, проте під час цієї операції сам був торпедований і затонув, загинуло багато з тих, хто перейшов на нього з Кінай-Мару. Торпедний човен «Хійодорі» розпочав рятувальну операцію, при цьому зазнав певних пошкоджень при зіткненні з Кінай-Мару. Невдовзі після опівдня 10 травня USS Plunger повторно торпедувала Кінай-Мару. Втім, судно й далі трималося на воді й на ранок наступної доби. Тоді американська субмарина спливла й добила судно артилерією. З числа екіпажу Кінай-Мару в підсумку загинув лише один моряк, інші були доставлені «Хійодорі» на Сайпан.